# Miloš Kudweis
Miloš Kudweis (* 20. října 1955 v Písku) je český histolog, histochemik a cytolog. Profesně se zabývá cytologií a embryologií. V posledních letech (od roku 2009) je zároveň mezinárodně respektovaný odborník na problematiku moderních bankovek, který se věnuje popularizaci a badatelské práci v oblasti notafilie. Významným způsobem ovlivnil klasifikaci notafilie na část teoretickou a část praktickou, což bylo oficiálně přijato IBNS.

## Vzdělání
V roce 1981 dokončil studia na Vysoké škole veterinární v Brně (dnešní Veterinární a farmaceutická univerzita Brno). V roce 1990 pak obhájil kandidátskou dizertační práci na Parazitologickém ústavu tehdejší ČSAV. Zabýval se především histochemií, histologií a cytologií. Dne 1. května 2001 byl jmenován docentem pro obor anatomie, fyziologie a reprodukce hospodářských zvířat. V letech 2005 - 2006 byl přednostou Ústavu lékařských biomodelů na 1. lékařské fakultě Univerzity Karlovy v Praze. Pracovně působil krátce v Norsku, Anglii, Francii, Německu a Keni.

## Notafilie
Notafilie poprvé zaujala Miloše Kudweise v roce 2003, kdy při konferenci v Harare získal tisícidolarovou bankovku Zimbabwe (zimbabwský dolar) z téhož roku. Tento drobný dárek od pořadatele konference ho později zaujal natolik, že začal se sbíráním bankovek afrických států. Později k nim připojil Indii a státy Arabského poloostrova. Díky zaměření jeho notafilické sbírky navštívil nespočet afrických států, z nichž nejbližší mu zůstává Keňa. V městečku Malindi na pobřeží Indického oceánu se věnuje charitě nejvíce potřebných a pravidelně se podílí na financování nákupu základních školních pomůcek v jedné místní škole.
Za 23 let profesního vědeckého působení zveřejnil 148 vědeckých publikací včetně kongresových abstraktů. V oblasti notafilie publikuje od roku 2009. V současné době spolupracuje s časopisy Mince & Bankovky, IBNS Journal, Banknotes of the World, Australian Coin and Banknote Magazine,Canadian notaphily, Canadian Journey Series (vydává Bank of Canada / Banque du Canada) ; Banknotes, The Bank's Treasury Funds and JGS Services Japan,Norges Bank Papers,Keesing Journal of Documents & Identity (Amsterdam, Holandsko), De Florijn a Munt Koerier (Holandsko). Pravidelně publikuje v zahraničních odborných numismatických a notafilických časopisech a především v reportech státních centrálních bank, z nichž je u některých čestným členem (Keňa, Gambie, Burundi nebo Západoafrické měnové unie) nebo dokonce redaktorem bankovních časopisů, vydávaných bankami (Keňa, Nigérie, JAR, Namibie a Zambie). Publikace Numismatika a notafilie spolu se základy sběratelství zájmových předmětů pro začátečníky je právě takový literární počin, který v našich podmínkách zcela schází. V knize čtenář nalezne téměř 700 barevných snímků, které text výrazně obohacují. Kniha je v mnohém věnována sběratelům, kteří již svůj koníček provozují delší dobu. Stejně tak ale kniha oslovuje i sběratele začínající. Autor srozumitelnou formou vysvětluje i poměrně náročné kapitoly především z notafilie a vnáší současně do sběratelství zcela novou obecnou terminologii, do současné doby v naší literatuře nepoužívané. Zajímavé je vysvětlení, týkající se notafilie a jejího zařazení v kontextu pomocných věd historických a ve vztahu k numismatice. Zcela jistě zajímavou a určitě i novátorskou bude kniha Encyklopedie numismatiky a notaflie s podtitulem Obecná sběratelská terminologie, což dává tušit, že jde o dílo, které se věnuje otázce sběratelství ze širšího pohledu, než je obvyklé. Přednostně se zabývá sběratelstvím mincí a bankovek. Tato témata jsou zpracována po vzoru podobné zahraniční literatury od jednoduché informace po podrobný výklad, pokud je to pro konkrétní heslo potřebné. Vedle numismatiky a notaflie je v knize věnován prostor i dalším sběratelským oblastem, jako je sběratelství odznaků, řádů a vyznamenání nebo známek. Heslovitě jsou však představeny i některé další, méně tradiční sběratelské obory. Encyklopedie neopomíjí mineralogii, bibliofilii, sběratelství skleněných předmětů, plastik nebo pivních suvenýrů. Stručně jsou v knize zmíněny také některé předměty, spadající do sběratelství kuriozit: lahvových víček, různých variant platebních karet nebo pohlednic. Je pochopitelné, že podobná kniha obsahuje také řadu obecně platných termínů, mající ke sběratelství vztah. Proto jsou zmíněny i nejmodernější techniky a technologie výroby, úprav, tvorby ochranných prvků, ale i metody studia a reprodukce jeho výsledků. Stěžejním cílem knihy je popularizace sběratelství, což souvisí s cílovou skupinou čtenářů. Tou je i laická veřejnost, ale především dlouholetí a začínající sběratelé, kterým by encyklopedie měla posloužit jako vodítko nebo rádce v jejich snažení.
Miloš Kudweis se věnuje také přednáškové činnosti. Přednášel na ekonomicky zaměřených fakultách, které mají v syllabech otázku různých aspektů bankovek. Absolvoval několik tzv. vyžádaných přednášek a to nejen v České republice, ale také v zahraničí (Francie, Portugalsko, Norsko, Namibie, Uganda, Mosambik, JAR nebo Lesotho). Od roku 2014 je externím členem bankovní rady Západoafrické měnové unie sídlící v Dakaru.
Významným způsobem přispěl k novému pojetí některých prvků ochrany bankovek. V časopisu Banknotes of the World, Australian Coin dosáhl nevídané množství citací, především ve vztahu k terminologii a popisu stereogramu nebo polygramu. O struktuře a tvorbě některých barevných projevů použité barvy spolupracuje s uznávanou odbornicí na kreativní obraz Danielle Donaldson , s níž definoval třpyt a kovový vzhled na ploše bankovek. Výsledkem je poznání, že třpyt je tvořen řadou komponent za účasti kovových prvků, které se v různé míře nalézají také v kovových barvách.

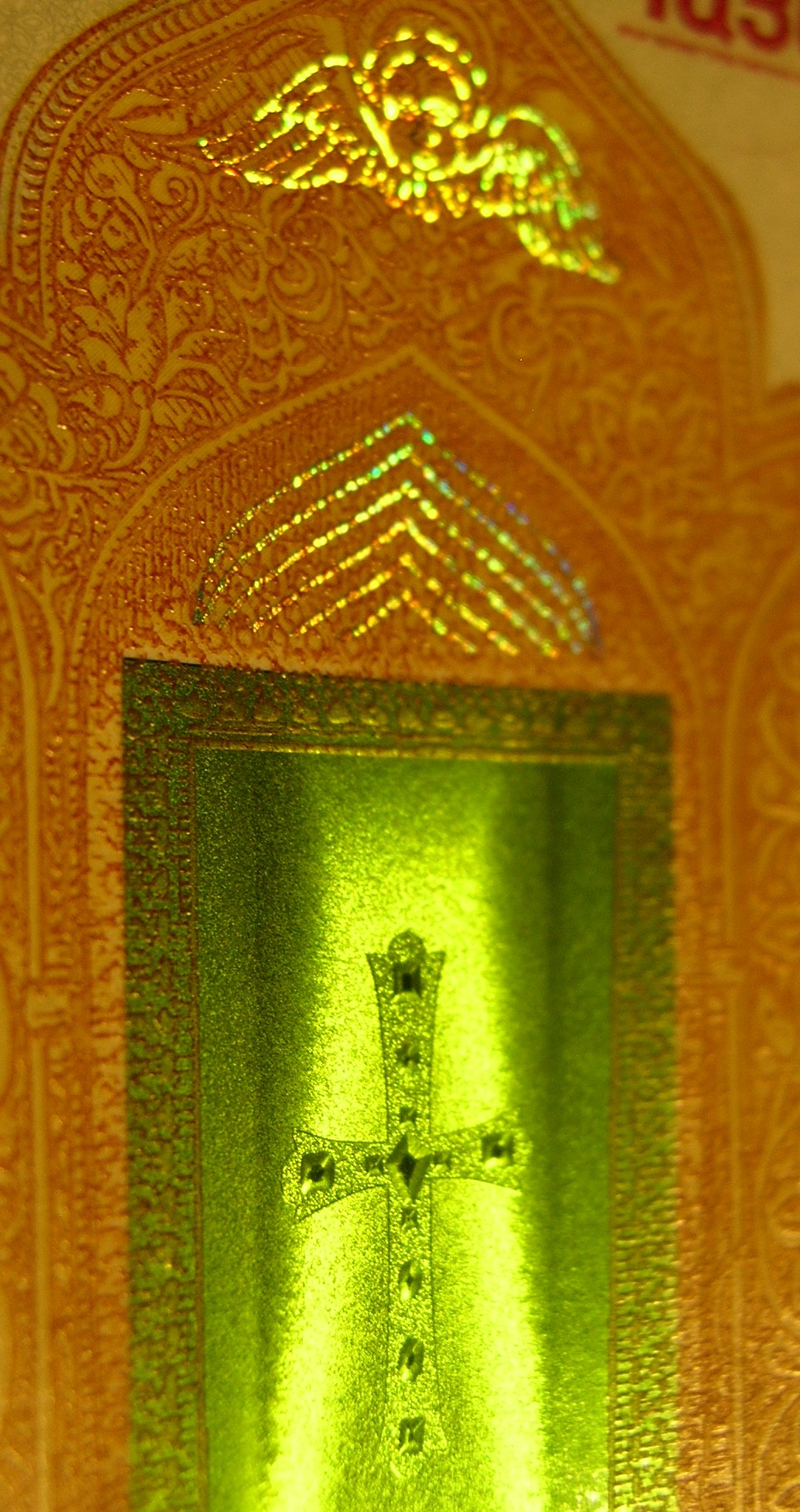
Stereogram na bankovce Arménie (2018)

V červnu 2018 se zúčastnil kongresu v Kansas City, který se zabýval odbornou notafilickou terminologii a ochranou bankovek. Nejen, že se mu dostalo vřelé reakce na anglický souhrn jeho knihy Encyklopedie numismatiky a notafilie, ale také nabídky edice knihy v anglickém jazyce. V prezentaci detailně vysvětlil geometrii a prostorovou stavbu polygramu a stereogramu a především barevných variací obou prvků ochrany bankovek při sklopném efektu. Klasifikoval jako první odborník v notafilii přesně jednotlivé varianty hologramů a jejich vzájemný vztah. Pojmy jsou zcela seriózně zahrnuty do odborné terminologie, kapitoly ochrany papírových a plastových platebních prostředků. Podobně jako v případě hologramů definoval jednotlivé varianty také u polygramů, jejichž historie se píše od roku 2014 (Trinidad a Tobago; 50 TT$; 2014).
Varianty hologramů na povrchu bankovek
| Hologram1              | Ražený              | Bez plasticity              | Duhový                    |
| (od roku 1948)         | klasický (topický)  | plastický (stereogram)      | neplastický               |
|                        |                     | pseudovolumenický (2D)      | volumenický               |
|                        |                     | volumenický (3D)            | profilometricky pozitivní |
|                        | pruhový kompaktní   | holografický pruh           |                           |
|                        |                     | bez pozitivní profilometrie |                           |
|                        | pruhový nekompaktní | semiholografický pruh       | profilometricky pozitivní |
| semitransparentní pruh | pruhový nekompaktní |                             | profilometricky pozitivní |

1 holografie byla objevena roku 1948; rozvíjet se započala v roce 1960 po vynálezu laseru
Klasifikace polygramů (2018; M. Kudweis)
| Polygram      | Skupina          | Nominální hodnota     |
| jednostranný  | jednobarevný     | nenominální           |
|               |                  | nominální excentrický |
|               | duhový           | nominální centrický   |
|               | dvoubarevný      | nenominální           |
|               | (2 a více barev) | nominální excentrický |
|               | denominační      | nenominální           |
| transparentní | jednobarevný     | nenominální           |
|               | vícebarevný      | nominální excentrický |
|               | (2 a více barev) | nenominální           |

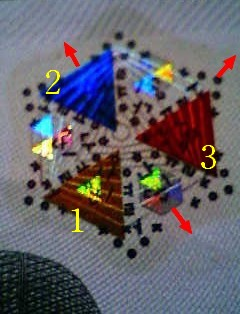
Duhový hologram na jihokorejské výroční bankovce; 2000 won; 2018

Ve spolupráci s holandským autorem Hejlem ustanovil přesnou identifikaci sériových čísel bankovek a jejich variant. Definovali jednotlivé pozice čísel a v neposlední řadě sloučili infix a sufix v tzv. interfix. V roce 2020 byl do popisu sériových čísel bankovek zavedený termín tzv. circumfix. Ten za určitých podmínek, především při absenci interfixu, označuje pozice na úrovní prefixu a posfixu. V tom případě je odpovídající počet čísel vnořen do úrovně circumfixu (P123456789R). Práce týkající se anatomie sériových čísel bankovek byla přijata vřele odbornou veřejností a stala se jednou ze stěžejních studií v této oblasti.
Miloš Kudweis je spoluzakladatelem a současným prezidentem ( na období tří let od roku 2016) tzv. Organization of significant collectible successes in the field of modern banknotes se sídlem v Lucemburku. Členy je celá řada významných sběratelů, ale také lidí, kteří se sběratelství bankovek věnují víceméně nahodile, například celá řada umělců nebo sportovců. Je také členem evropské sekce The Numismatic Bibliomania Society, což je nezisková organizace propagující numizmatickou, ale v současné době také notafilickou literaturu. Společnost pracuje na území Evropy ( ústředí Německo) a USA (Harrisburg, Pensylvánie). Členství nabídla také British American Bank Note Company a Canadian Bank Note Company.
Autorsky se podílí africkou a jihoamerickou notafilií na 2. vydání významné publikace o výročních bankovkách pod vedením hlavních autorů Hanse-Ludwiga Grabowského a Josefa Gerbera. Kniha Commemorative Banknotes Of The World; Catalogue And Price-Guide byla poprvé vydána již v roce 2011. Nové, doplněné a rozšířené vydání bude v obchodní síti od dubna 2019. Jistým hendikepem knihy je, že je vydána v německém a anglickém jazyce a bude k sehnání především v německých a amerických internetových obchodech nebo nakladatelstvích (H.Gietl Verlag & Publikationsservice GmbH; Mnichov).
Standard Catalog of World Paper Money je respektovaný světový katalog bankovek;vychází ve třech dílech (speciální tisky; rok 1368–1960 a 1961 – současnost); vydavatelem katalogu je Krause Publications, Iola, Wisconsin v USA; F+W Media. Jako první vydává katalog výhradně amerických bankovek v padesátých letech minulého století Robert Friedberg. Friedberg navrhl systém organizačního zařazení všech vzorů a nominálních hodnot amerických bankovek; systém zařazování bankovek je široce přijímán mezi sběrateli a obchodníky až do současnosti. Organizační zařazení bankovek je v současnosti označováno jako tzv. katalogizace bankovek. Dalším významným průkopníkem katalogizace bankovek byl Albert Pick, známý německý sběratel moderních bankovek (15. května 1922 v Kolíně - 22. listopadu 2015, Garmisch-Partenkirchen), který publikoval řadu katalogů evropských bankovek v roce 1974 a následně se stal editorem prvého vydání světového katalogu bankovek v témže roce. S výjimkou dvou let editoval světový katalog bankovek do roku 1994 (7. vydání).
V roce 2012 měl Miloš Kudweis možnost se opakovaně osobně setkat v německém Garmisch-Partenkirchenu právě s panem Albertem Pickem. Ten se sběratelství bankovek věnoval již od svého útlého dětství a zcela jistě byl v této oblasti sběratelství mezinárodně uznávanou autoritou. Pan Pick sestavil první katalog bankovek v roce 1974 a pro Miloše Kudweise byl hodně silný zážitek vidět rukopis tohoto katalogu. Katalog světových bankovek je výraznou referenční studií pro sběratele bankovek po celém světě. Právě při těchto setkáních hovořili Miloš Kudweis a Albert Pick o tom, že velkým snem pana Picka bylo sestavit heslovitě vše, co se bankovek, jejich výroby a ochrany týká. Jeho mikrosnímky bankovních detailů Miloše Kudweise zcela učarovaly.
V letech 2019 - 2021 se věnoval z několika pohledů variantám sériových čísel bankovek. Publikoval v této souvislosti dvě významné publikace v Moeda : rivista portuguesa de numismática e medailhistica a The International Journal of Classical Numismatic Studies. Při tomto studiu přispěl zásadním způsobem k problematice dekódování sériových čísel vybraných bankovek, především oblastí Metropolitní Francie, Zámořské Francie a souvisejících oblastí (Metropolitní a zámořská Francie.: Dekódování sériových čísel vybraných bankovek. Mince a Bankovky. 2021, 14(3), 50 - 57.). Samostatně zpracoval možnosti dekódování sériových čísel u řeckých bankovek a také bankovek států Centrální Afriky (Gabon, Čad, Kongo) a některých států Západoafrické měnové unie, např. Pobřeží slonoviny, Mali a Beninu.

## Dílo
- JUDKINS, Maggie & T.Augustsson; M.Kudweis;J.Minikevicius;D.Murcek;R.Recher;L.Vostal. Special Contributors. Standard Catalog of World Paper Money. Modern Issues. 1961-2016. 22nd Edition. Iola: Krausse Publications: 2016. ISBN 978-1-4402-4656-2.
- SCHMIDT, Tracy L. & T.Augustsson; M.Kudweis;J.Minikevicius;.Murcek;R.Recher;L.Vostal;P.West. Special Contributors. Standard Catalog of World Paper Money.: Modern Issues. 1961-2017. 23rd Edition. Iola: Krausse Publications:, 2017. ISBN 978-1-4402-4795-8.
- Numismatika a notafilie: Základy sběratelství zájmových předmětů pro začátečníky. Praha: Albatros, 2017. ISBN 978-80-266-1207-0.
- Encyklopedie numismatiky a notafilie: Obecná sběratelská terminologie. Brno: Barrister & Principal, 2018. ISBN 978-80-7364-071-2.
- SCHMIDT, Tracy L. & T.Augustsson; M.Kudweis;J.Minikevicius;D.Murcek;R.Recher;L.Vostal. Special Contributors. Standard Catalog of World Paper Money.: Modern Issues. 1961-2018. 24th Edition. Iola: Krausse Publications:, 2018. ISBN 978-1-4402-4859-7.
- Sběratelství bankovek.: Obecná a speciální notafilie. Praha: LIBRI, 2019. ISBN 978-80-7277-578-1.
- SCHMIDT, Tracy L. & T.Augustsson; M.Kudweis;J.Minikevicius;R.Recher;V. Tsyrklevich;L.Vostal. Special Contributors. Standard Catalog of World Paper Money.: Modern Issues. 1961-2018. 25th Edition. Iola: Krausse Publications:, 2019. ISBN 978-1-4402-4898-6.
- CUHAJ, George S. Contributor. Catalog of World Paper Money.: General Issues 1368 - 1960. 14th Edition. Iola: Krausse Publications:, 2012. ISBN 978-1-4402-3090-5.
- TUREČEK, Jakub a Miloš KUDWEIS. Rady pro začínající sběratele mincí a bankovek: Jak se vyvarovat chyb. Mince a Bankovky SPECIÁL. Praha: Jiří Doležal – Mince&Bankovky, 2009. ISSN 1214-6757.
- Histochemie enzymů sliznice tenkého střeva při experimentální infekci selat kokcidií Isospora suis /Biester a Murray, 1934. (spoluautor Karel Blažek), České Budějovice: [s.n.], 1989. 2 sv.
- Morfologie hospodářských zvířat pro posluchače zemědělských fakult: učebnice veterinární anatomie, histologie a embryologie. Vyd. 1. Praha: Česká zemědělská univerzita, Agronomická fakulta, 2000. 28 s. .
- Endoparaziti významných hospodářských zvířat a jejich patogenita. Parazité ve velkochovech a možnosti prevence.(spoluautoři B. Koudela, J. Vítovec) závěrečná zpráva, České Budějovice